# Christophe Marguet

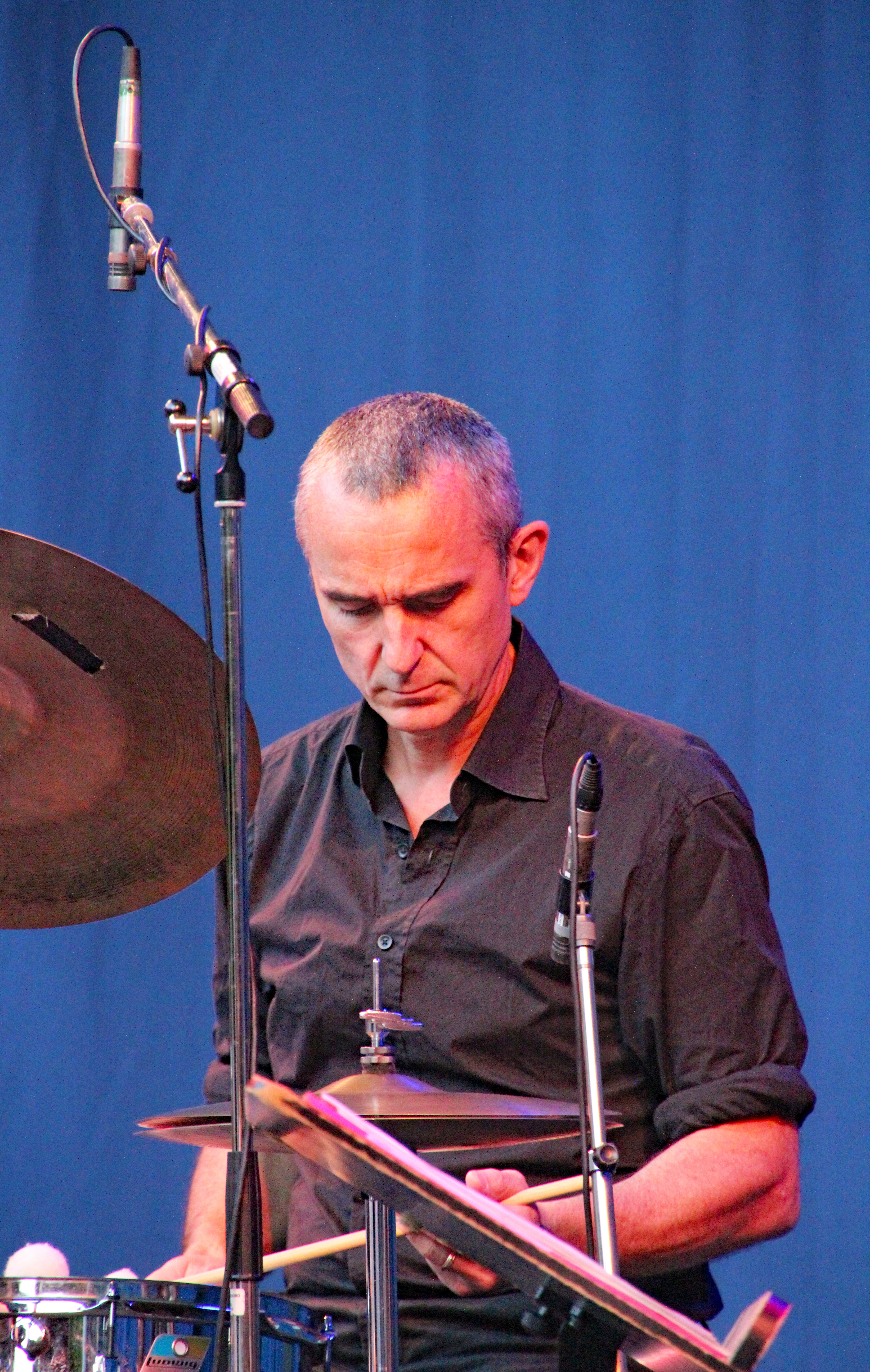
Christophe Maguet (2016)

Christophe Marguet (* 14. Mai 1965 in Paris) ist ein französischer Jazzschlagzeuger.

## Leben und Wirken
Marguet begann bereits als Kind, zu trommeln. Mit 15 Jahren erhielt er unterricht von Jacques Bonnardel in Drôme. Später setzte er seine Studien in Paris bei Michel Sardaby und Keith Copeland fort. Auch besuchte er Workshops und Meisterklassen von Kenny Barron, Rufus Reid, Victor Lewis, David Liebman, Richie Beirach, Ron McClure, Billy Hart und John Abercrombie.
Seit Mitte der 1980er Jahre arbeitete er als Sideman mit etablierten französischen Jazzmusikern wie Barney Wilen, René Urtreger, Stéphane Grappelli, Didier Levallet, François Jeanneau, Alain Jean-Marie, François Corneloup, Joëlle Léandre, Marc Ducret, aber auch mit amerikanischen Gästen wie Robin Kenyatta, Vincent Herring, Bud Shank, Buddy DeFranco, Ted Nash, Ted Curson, Don Sickler oder Glenn Ferris und mit Enrico Rava sowie Paolo Fresu. Seine Zusammenarbeit mit dem Vibraphonisten David Patrois und dem Bassisten Christophe Wallemme wurde besonders gewürdigt. 1993 gründete er mit Sébastien Texier und Olivier Sens das Christoph Maguet Trio, mit dem er 1995 den Jazzwettbewerb La Défense gewann. Für das erste Album Résistance Poétique wurde das Trio 1997 mit dem Django d’Or ausgezeichnet.
Gegenwärtig arbeitet er mit dem eigenen Quartett Résistance Poétique, dem Sébastien Texier, Bruno Angelini und Mauro Gargano angehören. 2016 gründete er mit Yoann Loustalot, François Chensel und Frédéric Chiffoleau das Quartett Old and New Songs, das 2019 auf Russland-Tournee ging. Daneben ist er regelmäßiger Partner von Eric Watson, Henri Texier, Joachim Kühn, Jean-Marc Foltz, Claude Tchamitchian und Yves Rousseau. Auch arbeitet er in den Gruppen von Daniel Beaussier, Nicolas Genest, Emmanuel Sourdeix und im Orchestre National de Jazz (unter Leitung von Paolo Damiani).

## Diskographische Hinweise
- Résistance Poétique mit Sébastien Texier, Olivier Sens, 1995
- Les Correspondences, mit Sébastien Texier, Bertrand Denzler, Olivier Sens, 1999
- Reflections mit Daunik Lazro, Alain Vankenhove, Michel Massot, Olivier Benoît, Philippe Deschepper, 2002
- Eclarte mit Sébastien Texier, Olivier Benoît, Bruno Chevillon, 2005
- Sébastien Boisseau / Joachim Kühn / Christophe Marguet / Christophe Monniot: Émotions Homogènes, 2010
- Daniel Erdmann / Christophe Marguet Together, Together!, 2014